# Bunda (lied)
Bunda is een lied van de Nederlandse radio-dj Bram Krikke in samenwerking met de Nederlandse TikTokker Pieter Valley. Het werd in 2023 als single uitgebracht.

## Achtergrond
Bunda is geschreven door Bram Leonard Louis Krikke, Pieter van Leijen, Bryan du Chatenier en Rangel Silaev en geproduceerd door Trobi. Het is een nummer uit het genre nederhop. In het lied zingen de artiesten over hoe een vrouw moet schudden met haar billen. Het is een parodie op de clubplaten die in het genre worden uitgebracht. Krikke noemde dat zij het grappig vonden dat twee lange, slungelige en dunne jongens opeens een clubhit zouden uitbrengen, aangezien dat volledig in contrast staat met de gemiddelde artiest in het genre. Zowel de videoclip als de tekst is een overdrijving van serieuze clubnummers. In de videoclip zijn meerdere vrouwen te zien die met hun billen schudden. Een hiervan is Michella Kox.
Het is de eerste keer dat de twee op een lied te horen zijn. Wel hadden ze hiervoor al meerdere komische filmpjes online geplaatst waarin ze samen te zien waren. 

## Hitnoteringen
Het nummer stond op de 75e plaats van de Nederlandse Single Top 100 in de enige week dat het in deze hitlijst te . De Nederlandse Top 40 werd niet bereikt; het kwam hier tot de achtste plaats van de Tipparade.